# Средње Јарше
Средње Јарше (словен. Srednje Jarše) је насељено место у општини Домжале, Средњесловенска регија, Словенија.

## Историја
До територијалне реорганизације у Словенији било је у саставу старе општине Домжале.

## Становништво
У попису становништва из 2011. године, Средње Јарше је имало 674 становника.
| Број становника према пописима | Број становника према пописима | Број становника према пописима |
| ------------------------------ | ------------------------------ | ------------------------------ |
| 1991                           | 2002                           | 2011                           |
| 400                            | 521                            | 674                            |

Напомена: Године 2010. извршена је мања размена територије између насеља Сподње Јарше и Средње Јарше.